# Cladura nipponensis
Cladura nipponensis är en tvåvingeart som beskrevs av Alexander 1920. Cladura nipponensis ingår i släktet Cladura och familjen småharkrankar. Inga underarter finns listade i Catalogue of Life.